# Dryopteris subimpressa
Dryopteris subimpressa là một loài thực vật có mạch trong họ Dryopteridaceae. Loài này được Loyal miêu tả khoa học đầu tiên năm 1968.